# Emily Crawford
Pour les articles homonymes, voir Crawford.
Emily Crawford (31 mai 1841 - 30 décembre 1915) est une journaliste irlandaise,,.

## Biographie
Emily Crawford est née Emily Johnstone, probablement à Dublin, le 31 mai 1841. Certaines sources indiquent 1831 comme année de naissance, Edgeworthstown comme lieu de naissance et que son père est originaire de Longford. Elle est la fille du propriétaire terrien Andrew Johnstone, et de son épouse américaine Grace (née Martin). Crawford est instruite à la maison. Elle déménage avec sa mère à Paris en 1857, à la suite de la mort de son père et des difficultés financières qui ont suivi. À Paris, elle étudie à la Sorbonne. Quand une lettre à un ami est vue par un éditeur de magazine, elle est recrutée pour écrire pour le London Morning Star régulièrement. Grâce à ce travail et ses contributions à d'autres publications, sa nouvelle approche du journalisme et son style non conventionnel est devenu très populaire auprès des lecteurs. En 1864, sa future belle-sœur note qu'elle est « une dame de lettres et merveilleusement habile, gagnant 400 £ par an avec sa plume !! »
En 1864, elle épouse George Moreland Crawford, correspondant à Paris du The Daily News. Ils ont 3 fils et une fille. Le couple collabore sur des expéditions, la plupart de manière significative au cours de la guerre franco-prussienne de 1870. Ils font un voyage risqué à Tours, ayant mis leurs enfants en sécurité. Ils restent avec les troupes pour un certain nombre de mois à Tours. Elle interviewe les responsables de la Commune de Paris en 1871. Elle est la seule journaliste à avoir accès au débat à Versailles et qui voit le gouvernement français vaincu. Comme elle n'a rien pour écrire, elle mémorise les événements et rencontre son mari à minuit. Ils travaillent toute la nuit, de sorte que le The Daily News soit le premier à en faire rapport. L'homme politique français Adolphe Thiers compte parmi ses amis et lui a permis de se servir de son télégraphe privé pour expédier ses dépêches. Elle écrit à propos de sa carrière après sa mort en 1877. Crawford écrit pour sur un large éventail de sujets pour un certain nombre de publications anglaises et américaines, y compris Truth et le New-York Tribune.
Son mari meurt en 1885 à la suite d'une piqure de guêpe à une artère, ce qui amène Crawford à prendre sa place de correspondante parisienne pour le The Daily News, position qu'elle occupe jusqu'en 1907. Elle écrit un livre sur la reine Victoria, Victoria, queen and writer, publié en 1903. Elle est membre du Cobden Club. On lui propose la Légion d'honneur, mais elle souhaite que son fils Robert la reçoive à sa place. Elle meurt à Bristol le 30 décembre 1915 après avoir été évacuée de Paris par son fils cette même année,.